# Xenia nana
Xenia nana är en korallart som beskrevs av Sydney John Hickson 1930. Xenia nana ingår i släktet Xenia och familjen Xeniidae. Inga underarter finns listade i Catalogue of Life.